# Starless Night
«Starless Night» es el segundo sencillo de OLIVIA inspi' REIRA (TRAPNEST), lanzado al mercado el día 11 de octubre del año 2006 bajo el sello cutting edge.

## Detalles
Este es el segundo sencillo lanzado por OLIVIA tras su regreso a la música a comienzos del 2006. Comenzó lanzando su trabajo "a little pain" bajo la inspiración de Reira de la banda Trapnest, originalmente de la serie de anime Nana, consiguiendo un éxito inesperado y que prácticamente nunca había obtenido OLIVIA desde su debut como solista hace casi diez años atrás. "Starless Night" se convirtió en sencillo que más arriba ha debutado en las listas de Oricon desde los comienzos de la carrera de OLIVIA, entrando en su primera semana directamente al puesto n.º 7 de lo más vendido en Japón.
El tema "Starless Night" se mostró por primera en la emisión de Nana transmitida el día 6 de septiembre del 2006, ya que fue el tema que reemplazó a "rose" de Anna Tsuchiya como el segundo tema opening de la serie. Asimismo su tema "Starless Night", también presente en el sencillo como segundo tema de cara A, comenzó a transmitirse como tema ending de la misma serie algo antes, específicamente el día 16 de agosto, reemplazando a "a little pain".
Se espera una versión en inglés sea incluida en el miniálbum "The Cloudy Dreamer", que está planeado a ser lanzado a comienzos del 2007.

## Canciones
1. «Wish»
2. «Starless Night»
3. «Close your eyes»